# Paul Martig
Paul Martig (* 5. Oktober 1869 in Ligerz; † 21. Januar 1933 in Chur) war ein Schweizer reformierter Theologe.

## Leben
Paul Martig war das zweitälteste Kind des Pfarrers Stephan Martig und dessen Frau, Anna Maria Grütter. Bald zogen die Eltern nach Riehen und Martig wurde in Basel auf einer Privatschule, dann auf einem Gymnasium ausgebildet. Nachdem er seine Matura bestanden hatte, studierte er an der Universität Basel evangelische Theologie. Später wechselte er an die Universität Greifswald. Zurück in Basel fand 1892 seine Ordination statt und er wurde in das Ministerium aufgenommen. Trotzdem erhielt er zunächst keine Pfarrstelle, da es im Kanton zu jener Zeit zu viele Pfarrer gab. Daher nahm er kurzzeitig eine Stelle als Aushilfe an einer Basler Realschule an.
1895 wurde Martig Vikar bei Eberhard Vischer-Koechlin (1865–1946) in Davos. Am 28. Juni 1897 nahm ihn die evangelisch-rätische Synode auf. Dies war eine Voraussetzung dafür, im Kanton Pfarrer zu werden. Schliesslich wurde er in Davos Pfarrer und heiratete ein Jahr später die Tochter eines Hoteliers, Margaretha Gredig.
1910 wechselte Martig an die Churer Martinskirche und setzte sich dort besonders für die Jugend, für Arme und für Alkoholismusgefährdete ein.
Er gehörte dem religiösen Sozialismus an, der auf Leonhard Ragaz zurückgeht, teilte aber nicht immer dessen Meinung. Daher befürwortete er den Landesstreik 1918, versuchte aber, die Streikenden zu mässigen. Dies stand dem allgemeinen Urteil entgegen, Martig stifte eher Unruhe. Dennoch tat sich eine Initiative zusammen, die Martigs Suspendierung anstrebte. Sie warf ihm vor, bereits Schulkindern das Klassensystem beizubringen. Weiter fiel negativ auf, dass Martig zur Zeit des Streiks täglich mit der Leitung des Streiks beriet. Um über eine Abberufung zu verhandeln, versammelte sich der Kirchenvorstand Churs am 2. Mai 1919. Man zeigte 406 Unterschriften vor, die unterstützten, dass Martig abberufen werden sollte. Die Unterstützer Martigs hingegen starteten eine entgegengesetzte Unterschriftenliste und sammelten 900 Stimmen für Martig. Daher scheiterte das Vorhaben und Martig blieb Churer Pfarrer.
Ab 1930 begann seine bislang starke Gesundheit abzunehmen. Daher trat er zwei Jahre darauf in den Ruhestand. Kurz nachdem sein Nachfolger berufen worden war, starb er am 21. Januar 1933 im Alter von 63 Jahren.

## Werke
- Ein Feind der Jugend (Chur 1912)